# 神田站 (東京都)
神田站（日语：／ Kanda eki */?）是位於日本東京都千代田區，屬於東日本旅客鐵道（JR東日本）和東京地下鐵的鐵路車站。JR東日本站體的所在地是鍛冶町二丁目，而東京地下鐵站體的所在地則是神田須田町一丁目。

## 停靠路線
JR東日本的各線（後述）與東京地下鐵銀座線停靠，是轉乘站。另外，JR東日本車站的3字母簡寫為「 KND 」。
- JR東日本：各線（後述）
- 東京地下鐵： 銀座線 - 車站編號「G 13」

JR東日本車站停靠的路線在軌道名稱上分屬中央本線與東北本線2條路線（詳細參見路線條目以及「鐵道路線的名稱」）。中央本線在旅客資訊上稱為「中央線」，列在從此站透過東北本線上的中央線專用軌道前往東京站。此站除了中央線電車，還有行走東北本線電車線的京濱東北線電車與山手線電車停靠，但旅客資訊上不使用「東北（本）線」的名稱。
- 京濱東北線：行走東海道本線、東北本線電車線的近距離電車。橫濱站起直通運行至根岸線。 - 車站編號「JK 27」
- 山手線：行走電車線的環狀路線 - 車站編號「JY 02」
- 中央線：此站的所屬線，此站曾為該線起點。路線分成往八王子站、高尾站方向的列車，以及立川站直通青梅線的列車 - 車站編號「JC 02」

本站屬於特定都區市內的「東京都區內」與「東京山手線內」。

## 歷史
- 1919年（大正8年）3月1日：伴隨鐵道院中央本線由萬世橋站延長至東京站，作為中央本線的中途站開業。
- 1925年（大正14年）11月1日：伴隨東北本線由秋葉原站延長至神田站，作為東北本線的車站開業，成為轉乘站。
- 1931年（昭和6年）11月21日：東京地下鐵道（現在的東京地下鐵銀座線）車站開業。
- 1941年（昭和16年）9月1日：東京地下鐵道、路線轉讓給帝都高速度交通營團（營團地下鐵）。
- 1949年（昭和24年）6月1日：日本國有鐵道成立。
- 1987年（昭和62年）4月1日：國鐵分割民營化，中央本線、東北本線（山手線、京濱東北線）由JR東日本管轄。
- 1988年（昭和63年）3月13日：京濱東北線新增快速班次，午間時段不停靠本站。
- 2001年（平成13年）11月18日：啟用JR東日本IC卡Suica。
- 2004年（平成16年）4月1日：營團地下鐵民營化。銀座線由東京地下鐵繼承。
- 2007年（平成19年）3月18日：啟用東京地下鐵IC卡「PASMO」。
- 2015年（平成27年）
  - 3月14日：京濱東北線快速列車加停本站。
  - 6月20日：銀座線引入發車音樂《祭典曼波（日语：お祭りマンボ）》[3]。

## 車站

### JR東日本
本站為島式月台3面6線高架車站，京濱東北線南行的線路東側有東北新幹線，上層有東北縱貫線（上野東京線）。檢票口有南北兩處。北剪票口（秋葉原側）是東口與北口、南剪票口（東京站側）是西口與南口。要換乘銀座線需使用北檢票口。
本站設有View Plaza、指定席售票機，東口設有VIEW ALTTE。綠色窗口位於南口，北口的綠色窗口已在2013年2月23日終止服務。

#### 月台配置
| 月台 | 路線       | 方向 | 目的地                   |
| ---- | ---------- | ---- | ------------------------ |
| 1    | 京濱東北線 | 南行 | 東京、品川、橫濱方向     |
| 2    | 山手線     | 外環 | 東京、品川、澀谷方向     |
| 3    | 山手線     | 內環 | 上野、田端、池袋方向     |
| 4    | 京濱東北線 | 北行 | 上野、赤羽、大宮方向     |
| 5    | 中央線     | 上行 | 往東京                   |
| 6    | 中央線     | 下行 | 御茶之水、新宿、高尾方向 |

（來源：JR東日本:車站構內圖 （页面存档备份，存于））
本站中央線電車（橙色帶的電車）除早晨與深夜外，全部皆為快速或特別快速、通勤快速。乘客前往中央線水道橋、千駄谷、大久保方向，須在御茶之水、四谷、新宿等站轉乘中央線各站停車（黃色帶電車）。
中央線等使用的E233系車內LCD有列出京濱東北線，但轉乘廣播未提及。
JR中央線計畫在2020年度在快速電車加入兩輛2層綠色車廂成為12輛編組。因此快速電車停靠的5、6號線將進行月台延長工程。

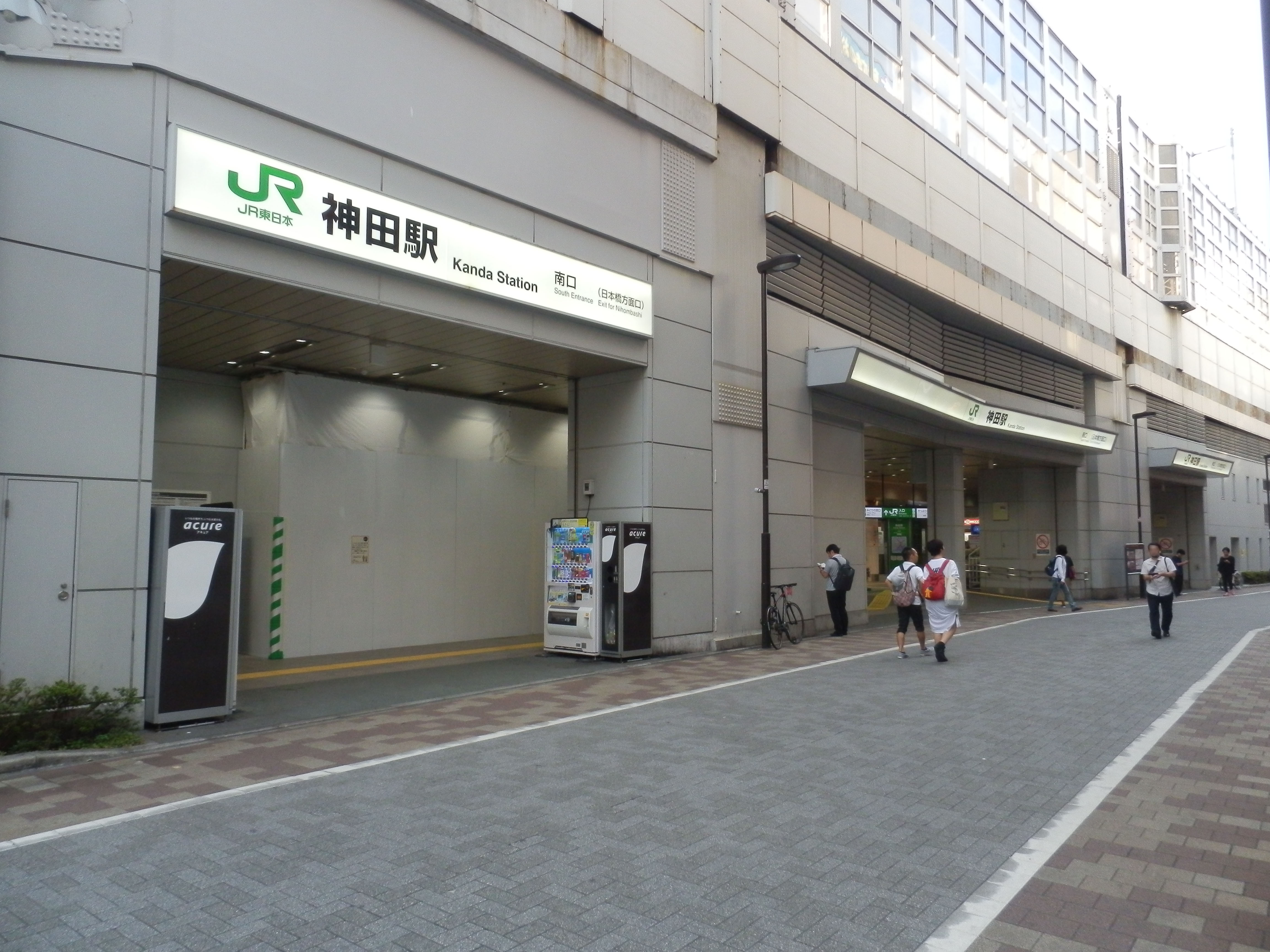
南口（2019年9月）
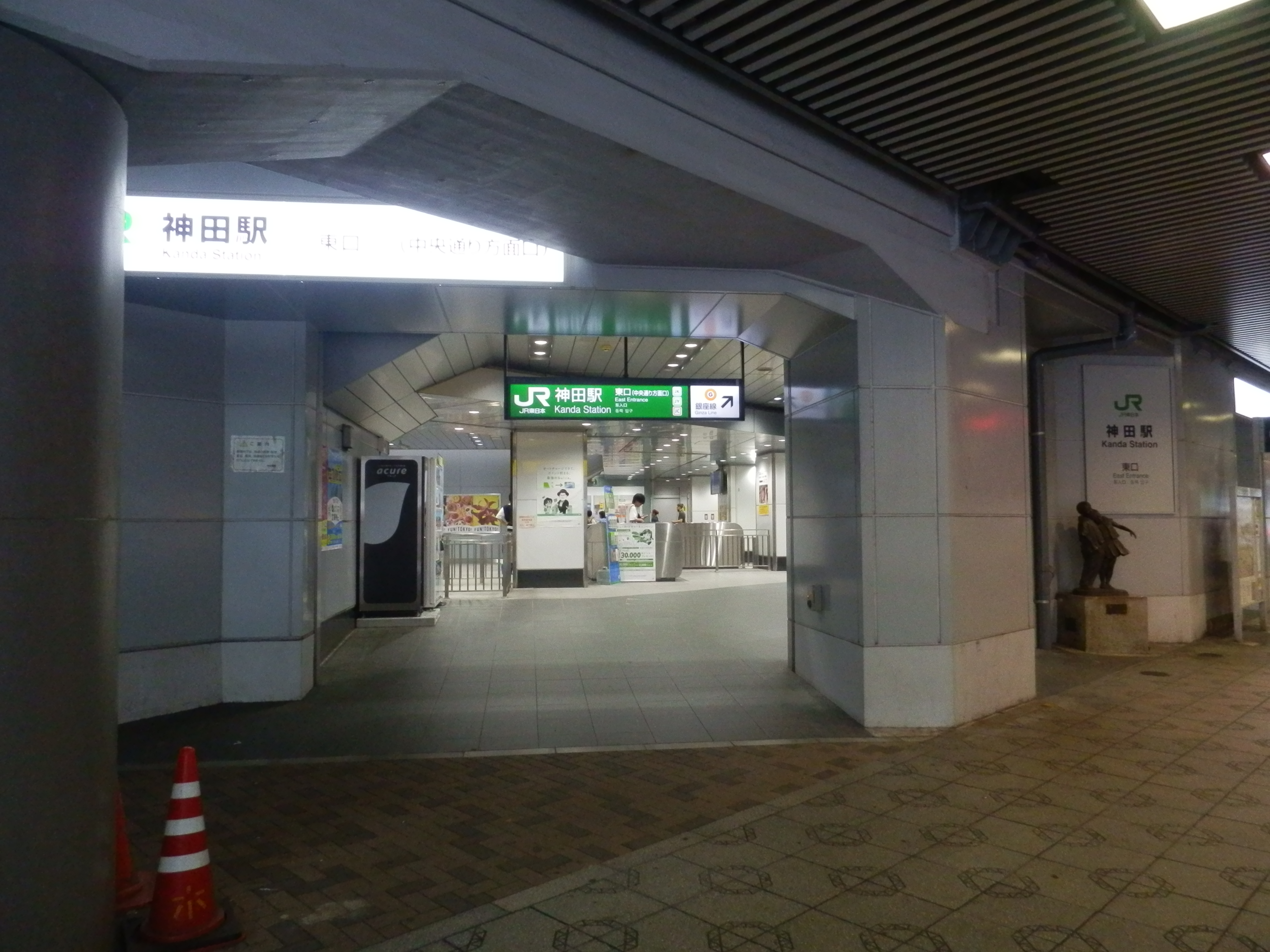
東口（2019年9月）
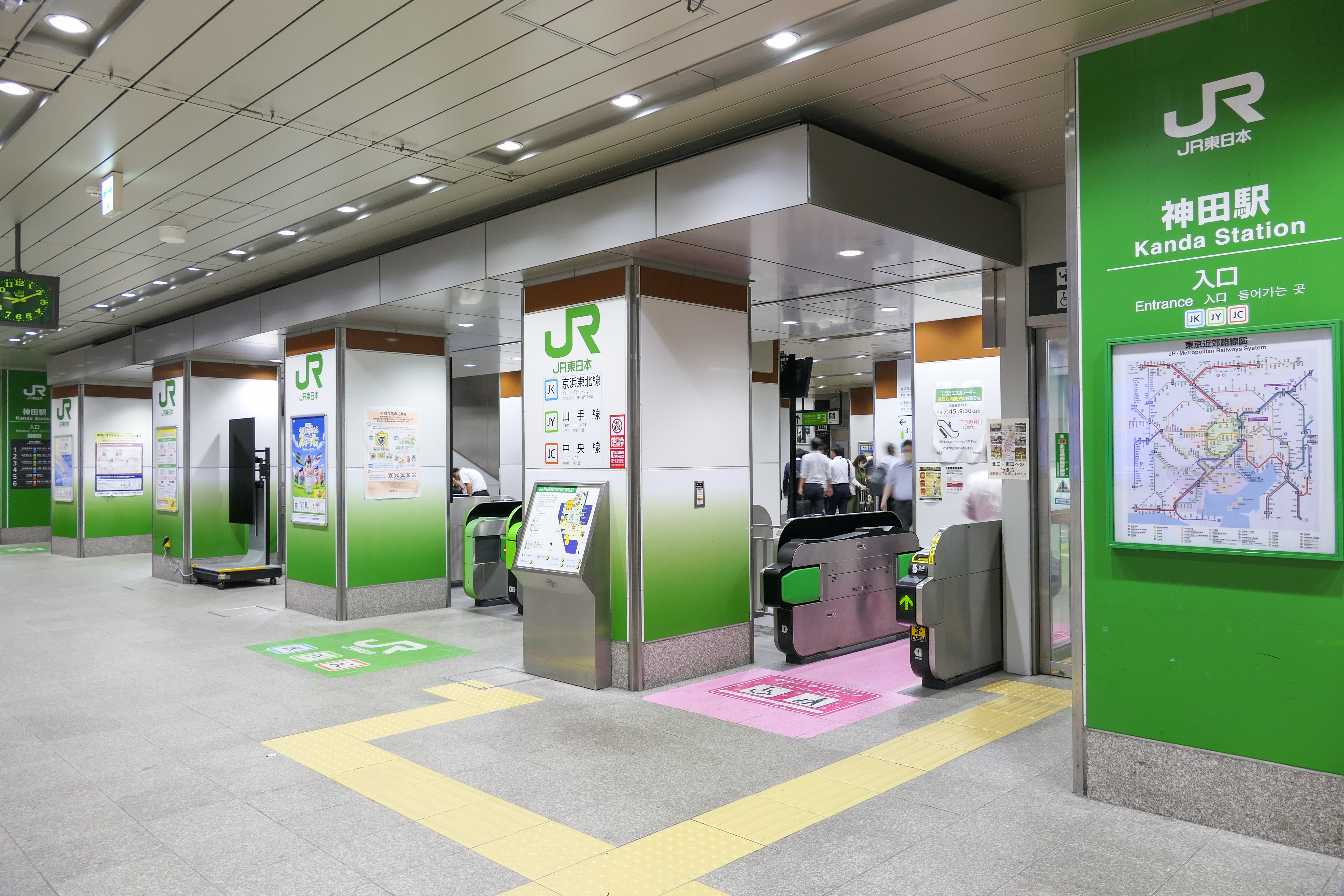
南驗票口（2023年7月）
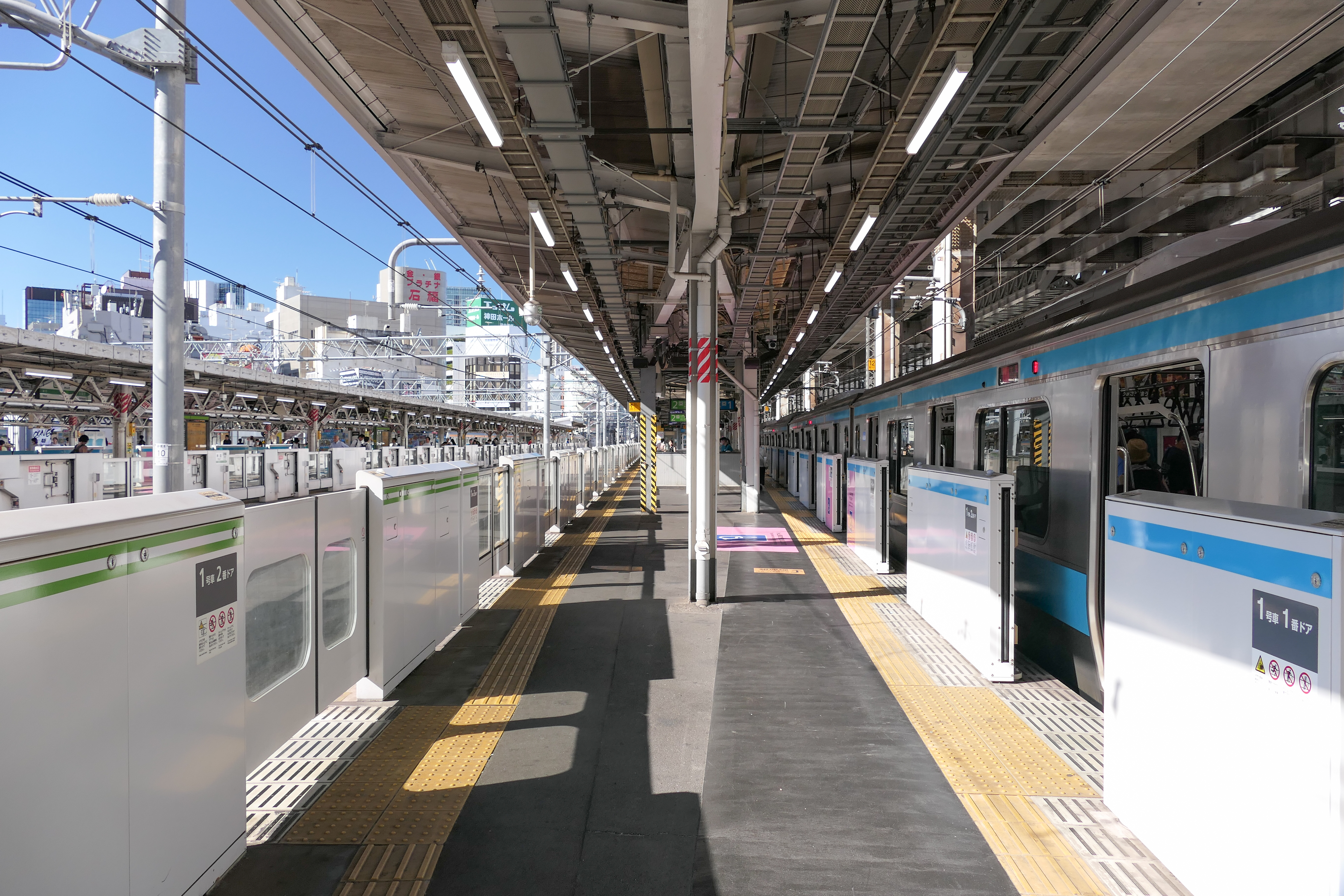
1號與2號月台（2023年7月）
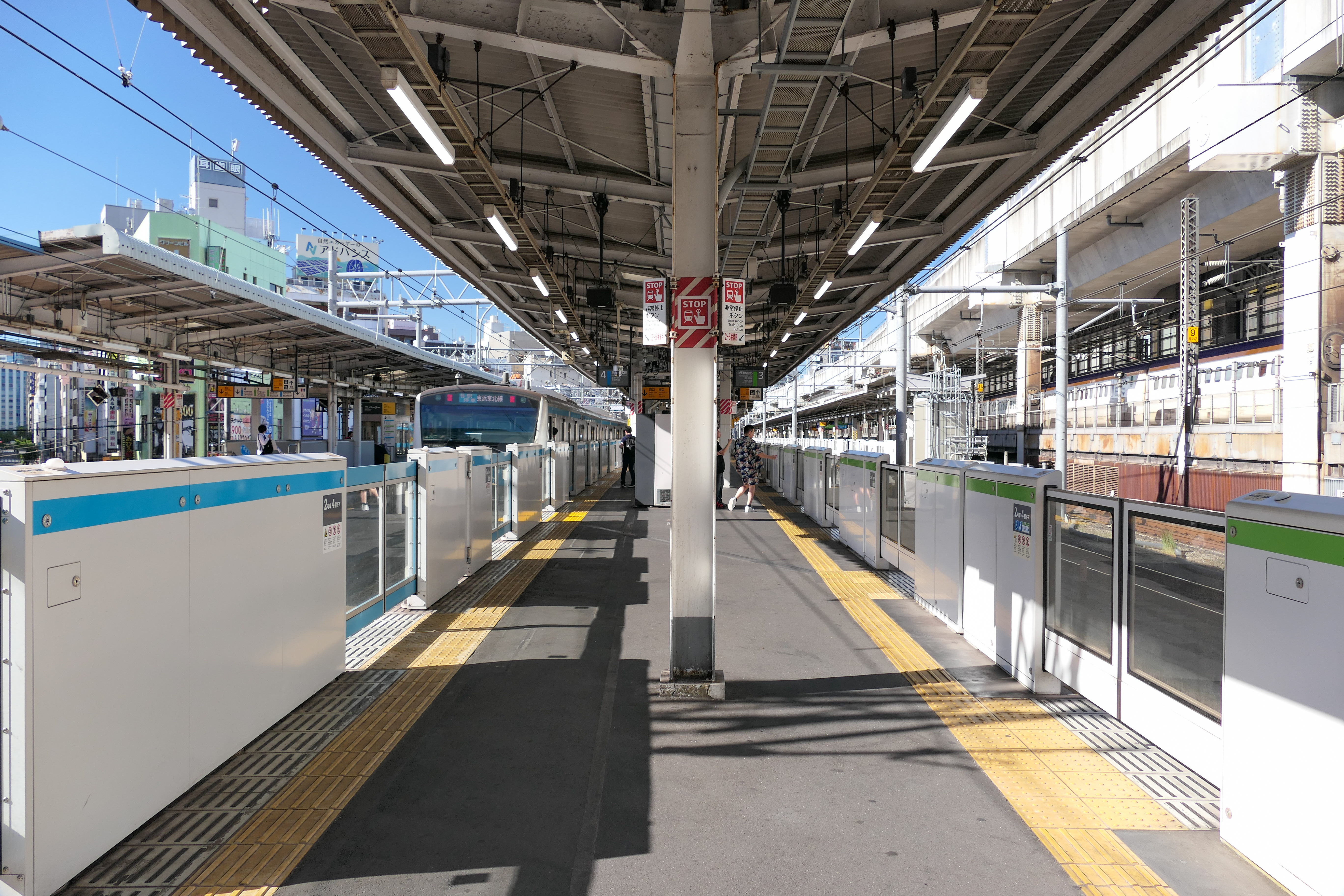
3號與4號月台（2023年7月）
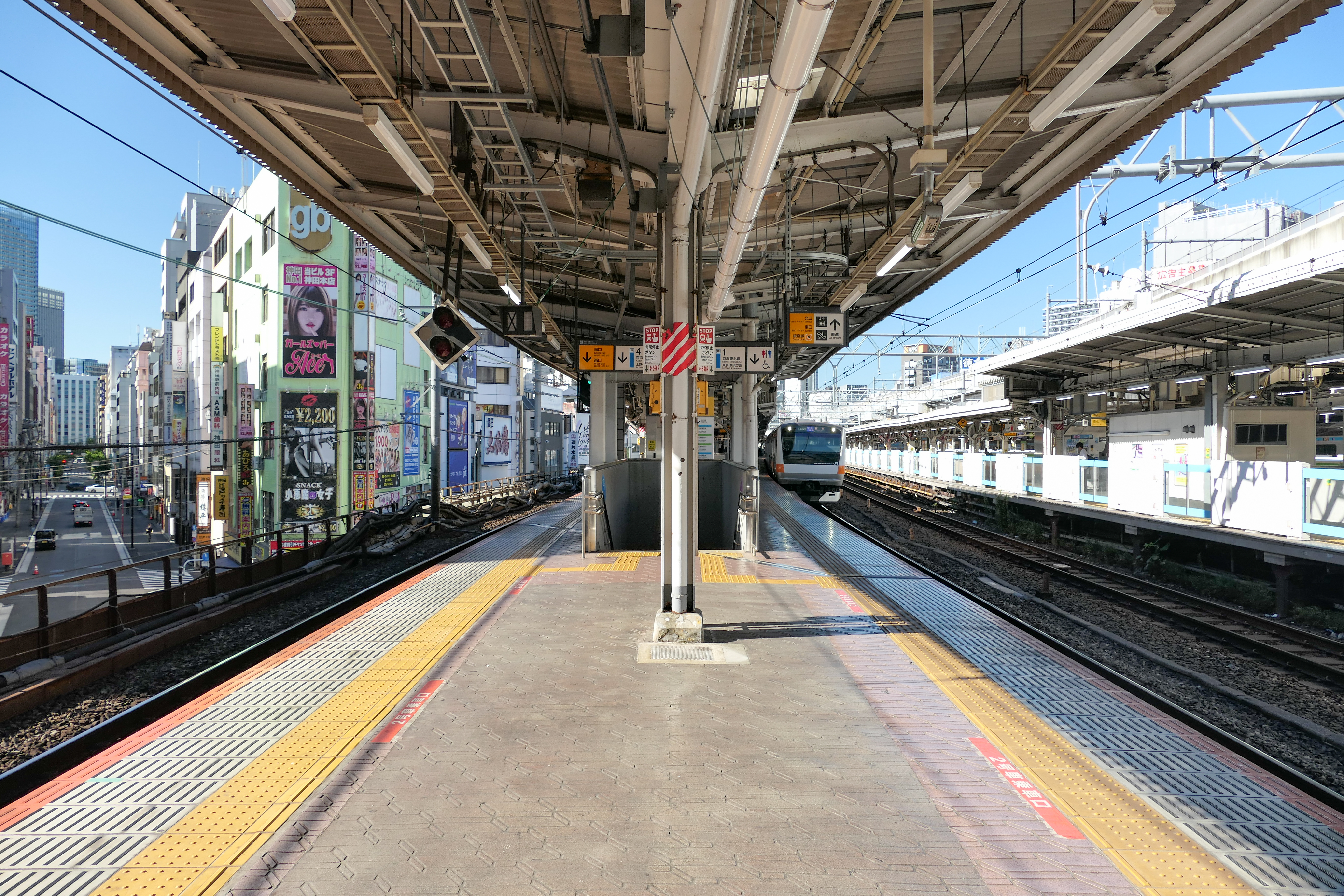
5號與6號月台（2023年7月）

#### 發車音樂
| 1    | ■ |               |
| 2・3 | ■ | せせらぎ      |
| 4    | ■ | 春NewVer      |
| 5    | ■ | Sunny Islands |
| 6    | ■ | ホリデイ      |

### 東京地下鐵
本站為島式月台1面2線地下車站。2個月台的出口並不相同，其中只有2號月台的出口能到達JR東日本的神田站。1號月台的出口則於晚上9時關閉。驗票口分別於月台前後，淺草側在樓梯上，澀谷側在同一層。站內沒有電扶梯或電梯。往JR線的轉乘通道在澀谷側。地下通道與JR大廳之間的樓梯天花板非常低。
淺草側的驗票口僅在始發至晚上9點開放。驗票口外是連接過去東京地下鐵道所經營的地下商店街「地下鐵商店」。商店在2011年1月結束營業。最遠的6號出口附近是須田町交差點，鄰近秋葉原電氣街南端。須田町交差店過去曾是都電最大規模的交通據點，為方便都電的轉乘民眾與增加地下鐵商店顧客因而打造此條地下連通道。6號出口在地下鐵商店關閉後持續使用，之後因建設大樓暫時關閉，2011年竣工重啟，並設置電梯。
2015年6月20日起，本站採用美空雲雀的《祭典曼波》作為發車音樂。

#### 月台配置
| 月台 | 路線   | 目的地         |
| ---- | ------ | -------------- |
| 1    | 銀座線 | 銀座、澀谷方向 |
| 2    | 銀座線 | 上野、淺草方向 |

（來源：東京地下鐵:構內圖 （页面存档备份，存于））

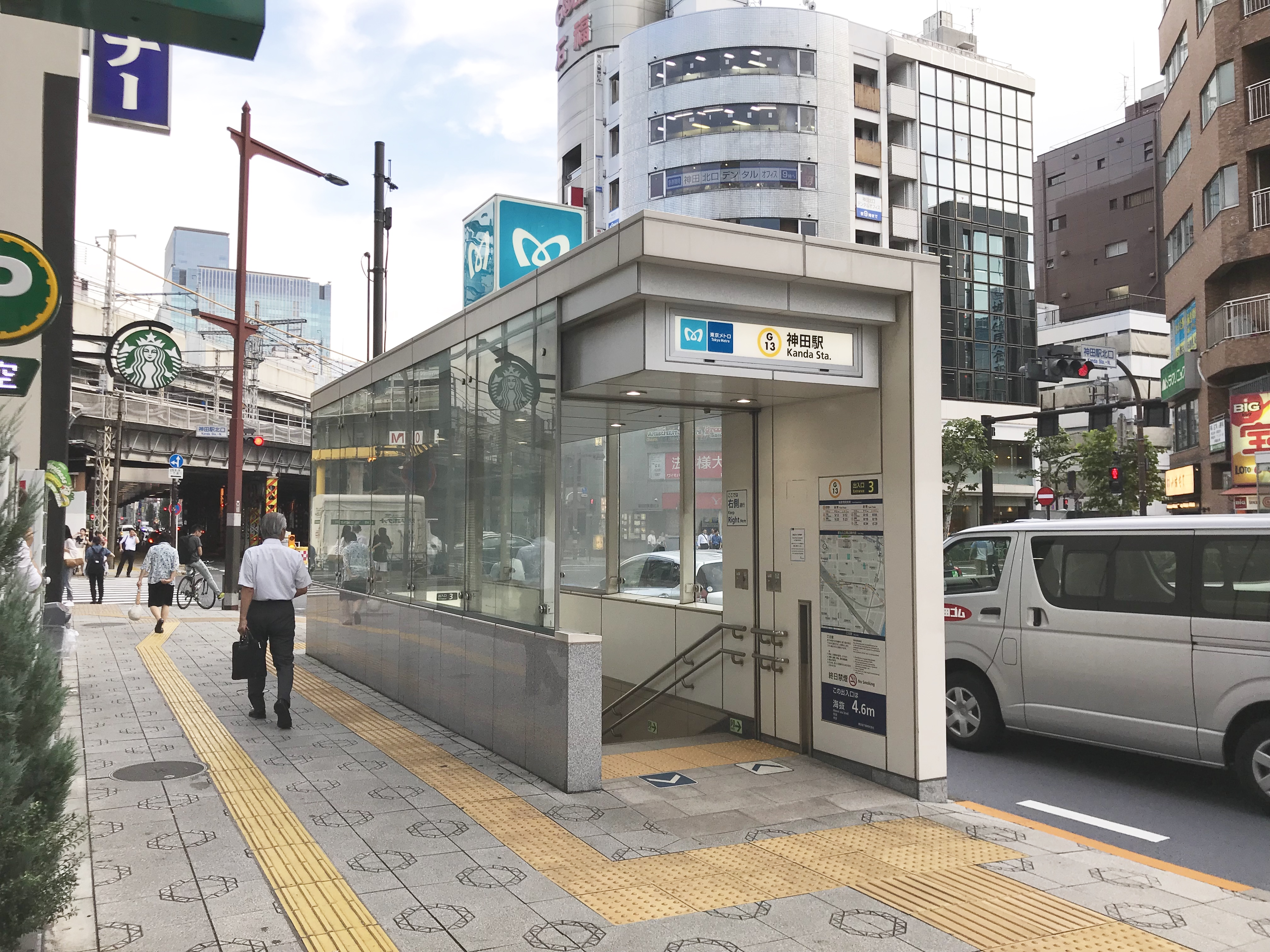
3號出入口（2019年8月）
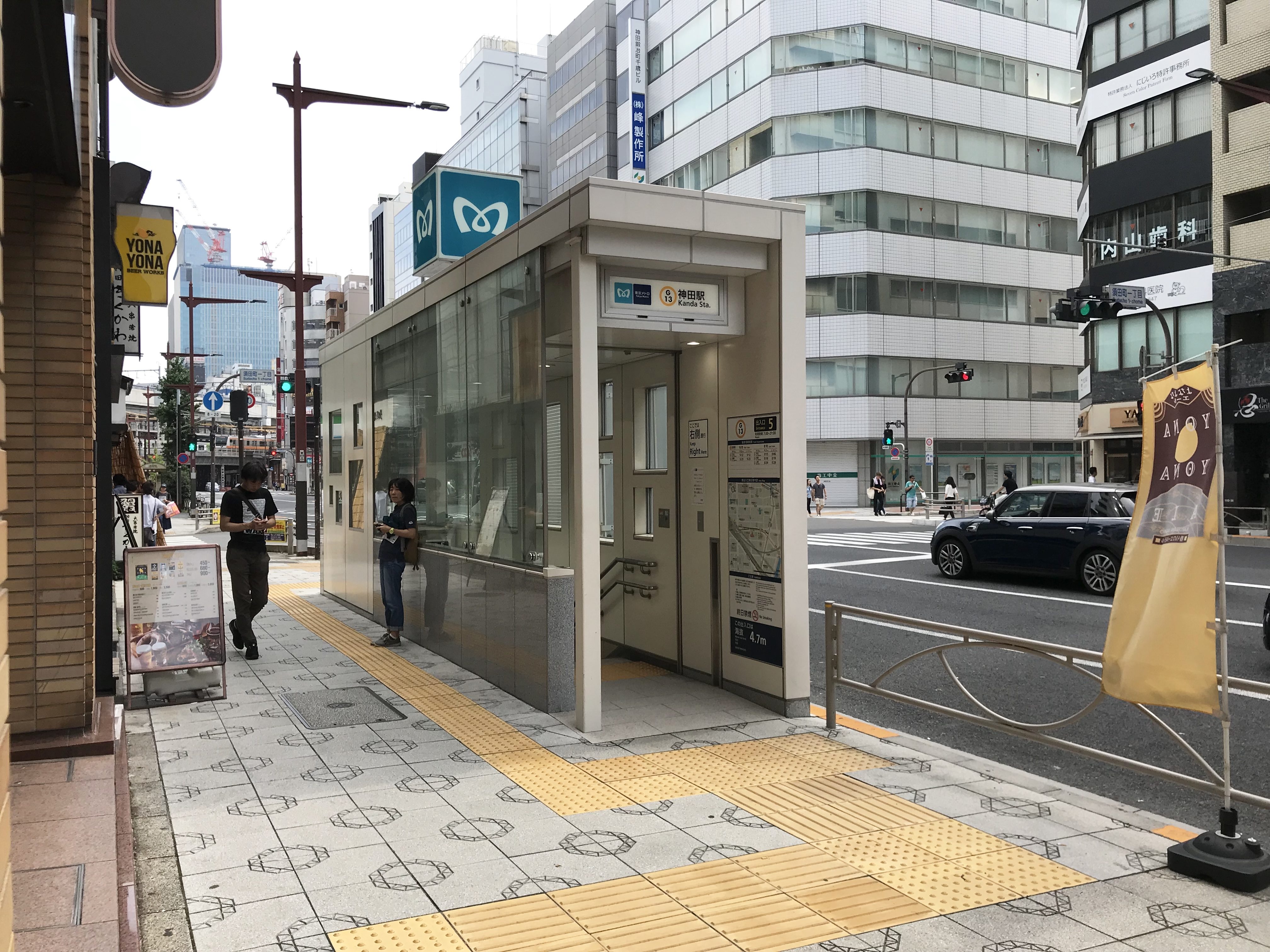
5號出入口（2018年8月）
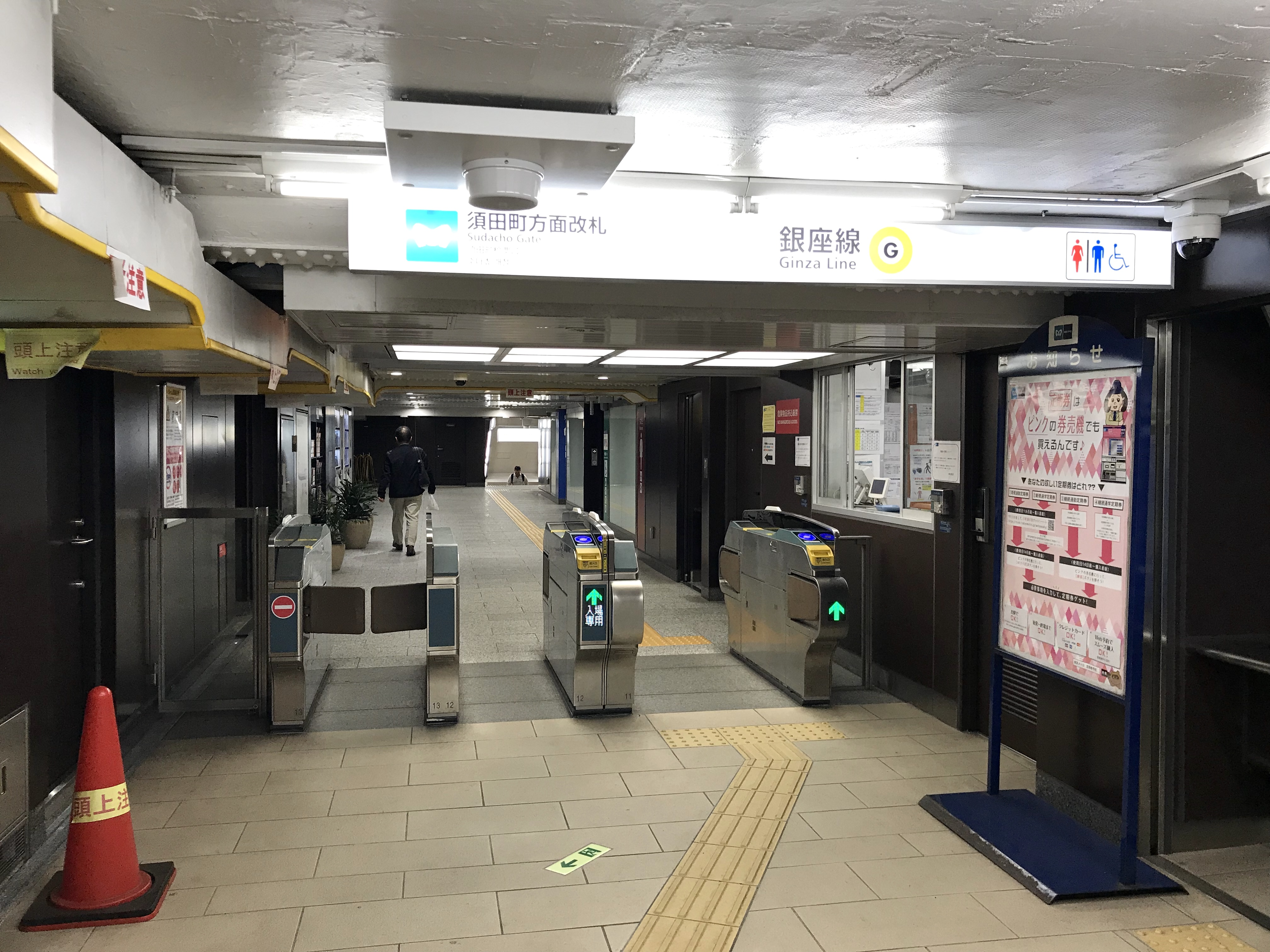
往須田町方向的驗票口（2018年11月）
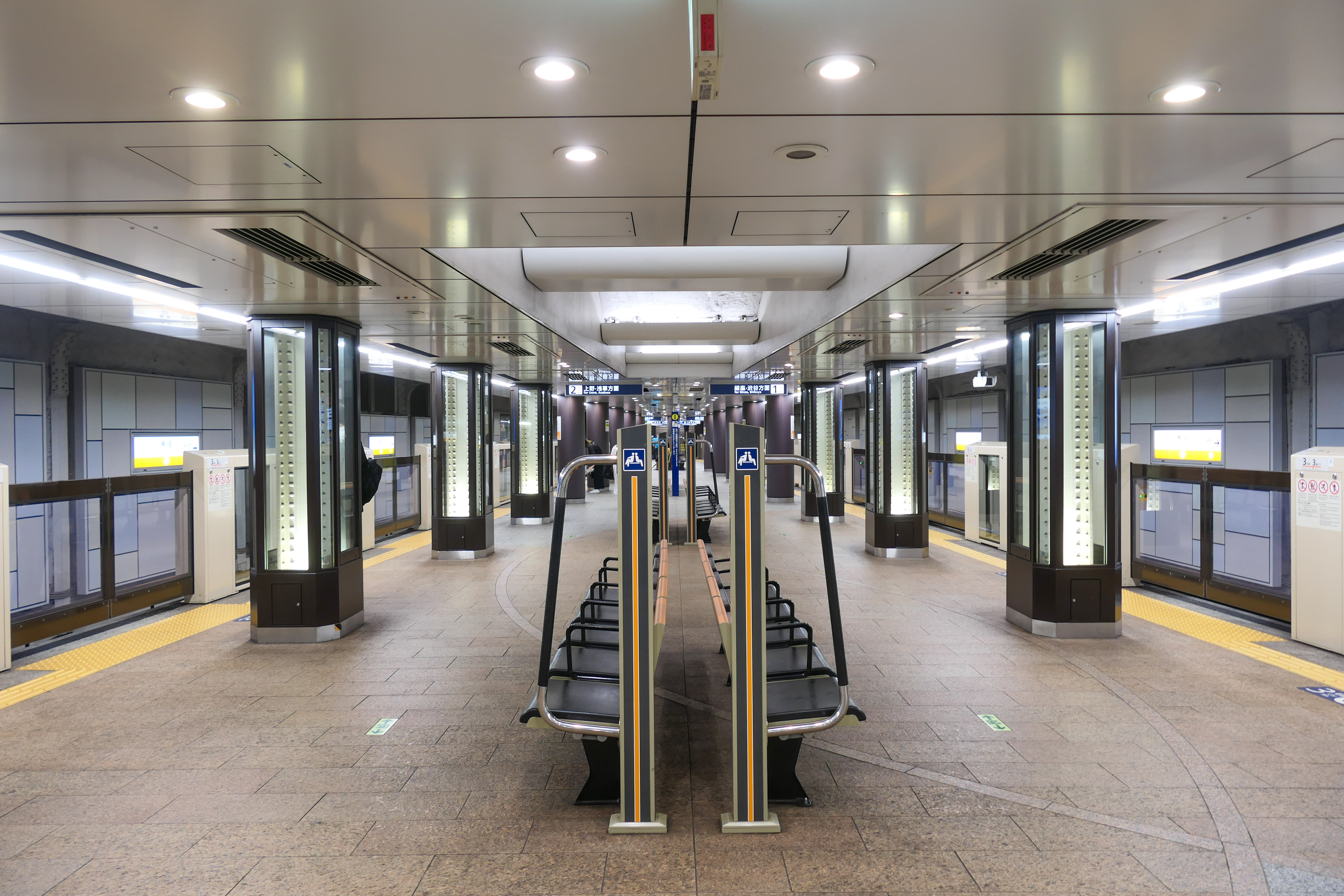
月台（2021年6月）
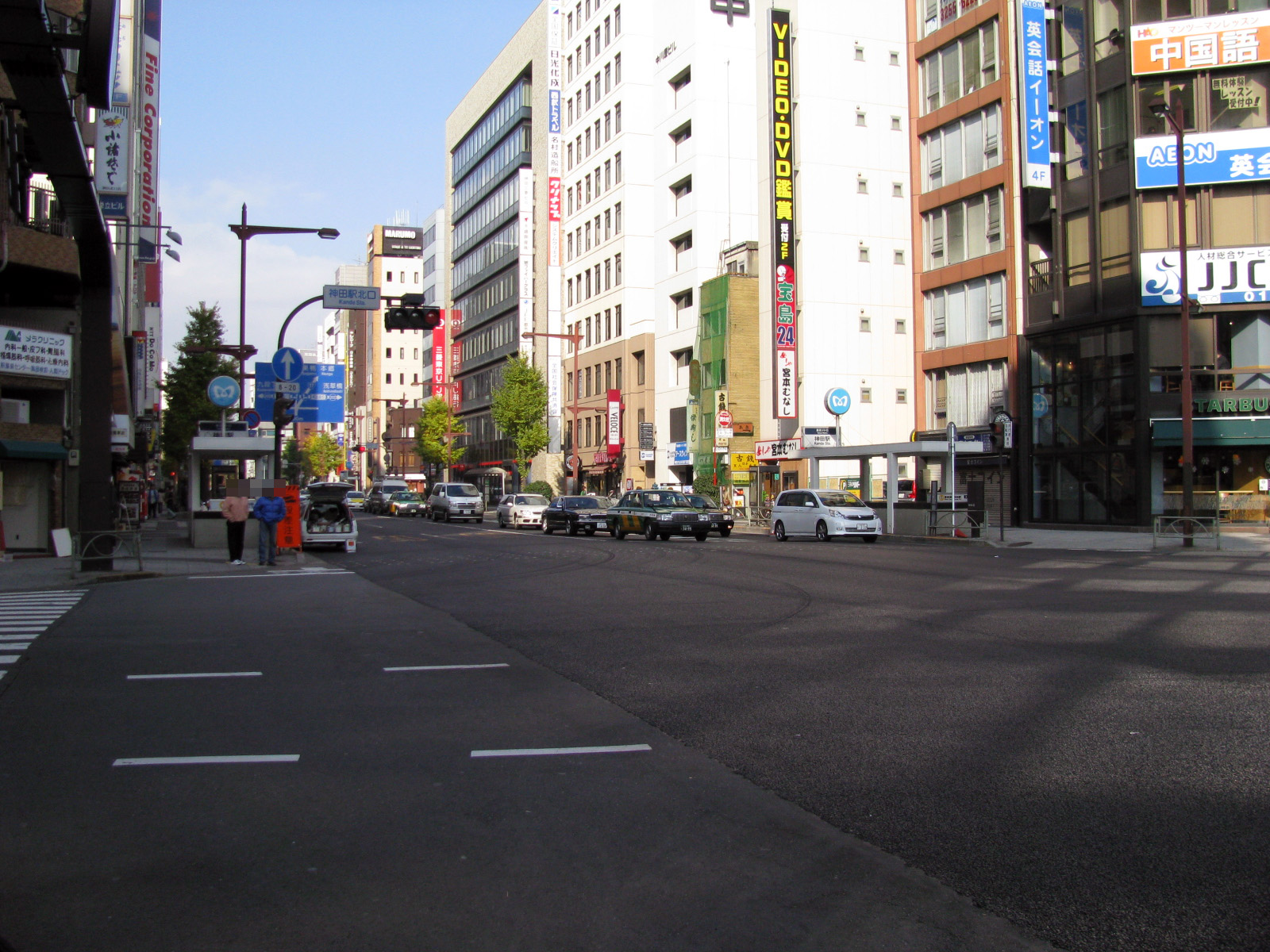
地下鐵出入口與神田站北口交差點

## 利用狀況
- JR東日本 - 2019年度1日平均上車人次為106,658人[利用客数 1]。
是同公司車站中的第39位。2016年度重回10萬人以上。
- 東京地下鐵 - 2017年度1日平均上下車人次為60,720人[利用客数 2]。
東京地下鐵全130站中排名第67位，在銀座線內還少於非轉乘站的外苑前站與虎之門站

### 各年度1日平均上下車人次
近年1日平均上下車人次推移如下表（JR除外）。
| 年度               | 營團/東京地下鐵    | 營團/東京地下鐵 |
| 年度               | 1日平均 上下車人次 | 增長率          |
| ------------------ | ------------------ | --------------- |
| 2003年（平成15年） | 52,453             | -1.9%           |
| 2004年（平成16年） | 50,981             | -2.8%           |
| 2005年（平成17年） | 50,987             | 0.0%            |
| 2006年（平成18年） | 51,864             | 1.7%            |
| 2007年（平成19年） | 52,596             | 1.4%            |
| 2008年（平成20年） | 52,050             | -1.0%           |
| 2009年（平成21年） | 50,524             | -2.9%           |
| 2010年（平成22年） | 49,866             | -1.3%           |
| 2011年（平成23年） | 49,410             | -0.9%           |
| 2012年（平成24年） | 52,247             | 5.7%            |
| 2013年（平成25年） | 52,612             | 0.7%            |
| 2014年（平成26年） | 53,098             | 0.9%            |
| 2015年（平成27年） | 56,761             | 6.9%            |
| 2016年（平成28年） | 59,201             | 4.3%            |
| 2017年（平成29年） | 60,720             | 2.6%            |
| 2018年（平成30年） | 62,029             | 2.2%            |

### 各年度1日平均上車人次（1910年代－1930年代）
近年1日平均上車人次推移如下表。
| 年度               | 國鐵   | 東京地下鐵道 | 來源              |
| ------------------ | ------ | ------------ | ----------------- |
| 1919年（大正08年） | 4,548  | 未開業       | [ 東京府統計 1 ]  |
| 1920年（大正09年） | 7,353  | 未開業       | [ 東京府統計 2 ]  |
| 1922年（大正11年） | 14,949 | 未開業       | [ 東京府統計 3 ]  |
| 1923年（大正12年） | 9,940  | 未開業       | [ 東京府統計 4 ]  |
| 1924年（大正13年） | 10,165 | 未開業       | [ 東京府統計 5 ]  |
| 1925年（大正14年） | 14,575 | 未開業       | [ 東京府統計 6 ]  |
| 1926年（昭和元年） | 23,955 | 未開業       | [ 東京府統計 7 ]  |
| 1927年（昭和02年） | 27,727 | 未開業       | [ 東京府統計 8 ]  |
| 1928年（昭和03年） | 31,320 | 未開業       | [ 東京府統計 9 ]  |
| 1929年（昭和04年） | 32,539 | 未開業       | [ 東京府統計 10 ] |
| 1930年（昭和05年） | 33,926 | 未開業       | [ 東京府統計 11 ] |
| 1931年（昭和06年） | 32,977 | 3,859        | [ 東京府統計 12 ] |
| 1932年（昭和07年） | 32,644 | 5,718        | [ 東京府統計 13 ] |
| 1933年（昭和08年） | 33,609 | 5,655        | [ 東京府統計 14 ] |
| 1934年（昭和09年） | 34,751 | 6,557        | [ 東京府統計 15 ] |
| 1935年（昭和10年） | 36,323 | 7,011        | [ 東京府統計 16 ] |

### 各年度1日平均上車人次（1953年 - 2000年）
| 年度               | 國鐵 / JR東日本 | 營團             | 來源              |
| ------------------ | --------------- | ---------------- | ----------------- |
| 1953年（昭和28年） | 92,203          |                  | [ 東京都統計 1 ]  |
| 1954年（昭和29年） | 94,309          | [ 東京都統計 2 ] |                   |
| 1955年（昭和30年） | 92,126          | [ 東京都統計 3 ] |                   |
| 1956年（昭和31年） | 96,198          | 20,607           | [ 東京都統計 4 ]  |
| 1957年（昭和32年） | 101,146         | 21,337           | [ 東京都統計 5 ]  |
| 1958年（昭和33年） | 108,528         | 20,398           | [ 東京都統計 6 ]  |
| 1959年（昭和34年） | 111,637         | 21,126           | [ 東京都統計 7 ]  |
| 1960年（昭和35年） | 118,420         | 20,720           | [ 東京都統計 8 ]  |
| 1961年（昭和36年） | 123,882         | 25,287           | [ 東京都統計 9 ]  |
| 1962年（昭和37年） | 134,836         | 27,300           | [ 東京都統計 10 ] |
| 1963年（昭和38年） | 144,418         | 30,403           | [ 東京都統計 11 ] |
| 1964年（昭和39年） | 149,719         | 31,378           | [ 東京都統計 12 ] |
| 1965年（昭和40年） | 152,350         | 30,544           | [ 東京都統計 13 ] |
| 1966年（昭和41年） | 151,146         | 30,184           | [ 東京都統計 14 ] |
| 1967年（昭和42年） | 151,947         | 30,068           | [ 東京都統計 15 ] |
| 1968年（昭和43年） | 154,570         | 32,461           | [ 東京都統計 16 ] |
| 1969年（昭和44年） | 138,871         | 34,268           | [ 東京都統計 17 ] |
| 1970年（昭和45年） | 136,605         | 37,046           | [ 東京都統計 18 ] |
| 1971年（昭和46年） | 136,366         | 38,202           | [ 東京都統計 19 ] |
| 1972年（昭和47年） | 134,129         | 38,403           | [ 東京都統計 20 ] |
| 1973年（昭和48年） | 130,684         | 35,736           | [ 東京都統計 21 ] |
| 1974年（昭和49年） | 140,397         | 35,019           | [ 東京都統計 22 ] |
| 1975年（昭和50年） | 135,639         | 35,566           | [ 東京都統計 23 ] |
| 1976年（昭和51年） | 135,088         | 34,932           | [ 東京都統計 24 ] |
| 1977年（昭和52年） | 131,432         | 34,947           | [ 東京都統計 25 ] |
| 1978年（昭和53年） | 131,452         | 34,142           | [ 東京都統計 26 ] |
| 1979年（昭和54年） | 125,139         | 34,975           | [ 東京都統計 27 ] |
| 1980年（昭和55年） | 118,918         | 35,855           | [ 東京都統計 28 ] |
| 1981年（昭和56年） | 115,408         | 36,706           | [ 東京都統計 29 ] |
| 1982年（昭和57年） | 114,287         | 36,956           | [ 東京都統計 30 ] |
| 1983年（昭和58年） | 113,027         | 37,596           | [ 東京都統計 31 ] |
| 1984年（昭和59年） | 115,351         | 37,151           | [ 東京都統計 32 ] |
| 1985年（昭和60年） | 114,208         | 36,616           | [ 東京都統計 33 ] |
| 1986年（昭和61年） | 117,586         | 37,591           | [ 東京都統計 34 ] |
| 1987年（昭和62年） | 118,388         | 38,178           | [ 東京都統計 35 ] |
| 1988年（昭和63年） | 127,107         | 37,956           | [ 東京都統計 36 ] |
| 1989年（平成元年） | 124,071         | 36,394           | [ 東京都統計 37 ] |
| 1990年（平成02年） | 126,778         | 36,369           | [ 東京都統計 38 ] |
| 1991年（平成03年） | 129,249         | 35,667           | [ 東京都統計 39 ] |
| 1992年（平成04年） | 130,455         | 35,244           | [ 東京都統計 40 ] |
| 1993年（平成05年） | 126,562         | 34,490           | [ 東京都統計 41 ] |
| 1994年（平成06年） | 121,441         | 33,230           | [ 東京都統計 42 ] |
| 1995年（平成07年） | 120,954         | 32,213           | [ 東京都統計 43 ] |
| 1996年（平成08年） | 118,997         | 31,384           | [ 東京都統計 44 ] |
| 1997年（平成09年） | 117,090         | 30,422           | [ 東京都統計 45 ] |
| 1998年（平成10年） | 115,518         | 29,847           | [ 東京都統計 46 ] |
| 1999年（平成11年） | 113,286         | 28,710           | [ 東京都統計 47 ] |
| 2000年（平成12年） | 111,311         | 28,186           | [ 東京都統計 48 ] |

### 各年度1日平均上車人次（2001年以後）
| 年度               | JR東日本 | 營團 / 東京地下鐵 | 來源              |
| ------------------ | -------- | ----------------- | ----------------- |
| 2001年（平成13年） | 109,831  | 27,510            | [ 東京都統計 49 ] |
| 2002年（平成14年） | 108,754  | 26,649            | [ 東京都統計 50 ] |
| 2003年（平成15年） | 107,156  | 26,126            | [ 東京都統計 51 ] |
| 2004年（平成16年） | 105,728  | 25,693            | [ 東京都統計 52 ] |
| 2005年（平成17年） | 105,782  | 25,707            | [ 東京都統計 53 ] |
| 2006年（平成18年） | 106,834  | 26,145            | [ 東京都統計 54 ] |
| 2007年（平成19年） | 106,766  | 26,571            | [ 東京都統計 55 ] |
| 2008年（平成20年） | 105,753  | 26,485            | [ 東京都統計 56 ] |
| 2009年（平成21年） | 103,605  | 25,619            | [ 東京都統計 57 ] |
| 2010年（平成22年） | 101,075  | 25,219            | [ 東京都統計 58 ] |
| 2011年（平成23年） | 99,307   | 24,981            | [ 東京都統計 59 ] |
| 2012年（平成24年） | 97,779   | 26,334            | [ 東京都統計 60 ] |
| 2013年（平成25年） | 97,589   | 26,306            | [ 東京都統計 61 ] |
| 2014年（平成26年） | 97,251   | 26,673            | [ 東京都統計 62 ] |
| 2015年（平成27年） | 98,917   | 28,615            | [ 東京都統計 63 ] |
| 2016年（平成28年） | 101,340  | 29,825            | [ 東京都統計 64 ] |
| 2017年（平成29年） | 103,940  | 30,551            | [ 東京都統計 65 ] |
| 2018年（平成30年） | 106,091  | 31,189            | [ 東京都統計 66 ] |
| 2019年（令和元年） | 106,658  |                   |                   |

備註
1. ↑  1931年11月21日開業。開業日から1932年3月31日までの計132日間を集計したデータ。

## 車站周邊
周邊是中小大樓林立的辦公商區，以金券商店與居酒屋眾多聞名。另外神田古書店街距離神保町站較近。
銀座線淺草側出口面對中央通、靖國通交會的須田町路口，鄰近秋葉原電氣街南端。過去可轉乘萬世橋站（舊址後改建為link-ja|交通博物館|交通博物館}}（2006年閉館〉）與都電須田町電停。當時是重要的交通節點。
西口側有悠久的神田站西口商店街，便宜的物價在都心少見。周邊可見獨棟住宅，是過去下町的住宅區。另外，作為知名的上班族街，可見許多性價比高的居酒屋，與新橋周邊一樣吸引許多來自各地的酒客。

## 巴士路線
最近的巴士站為「神田站前」、「須田町」及「東日本銀行神田支店」。
至2000年12月11日為止曾有草28系統（經錦糸町站往葛西橋、葛西車庫）或茶51系統（往駒込站南口/往東京站丸之內北口）運行。此外，草28系統於現在秋26系統往葛西站前到發的「神田富山町」巴士站的位置開出。

### 神田站前（站北口前）
- 秋26（日语：都営バス臨海支所#秋26系統）：往葛西站前/往秋葉原站前
- S-1：往錦糸町站前/往東京站丸之內北口（只限周末、假日）

### 須田町（東京地下鐵6號出口前）
- 秋26：往葛西站前/往秋葉原站前
- S-1：往錦糸町站前/往東京站丸之內北口（只限星期六、日、假期）

### 東日本銀行神田支店（車站北口東方向）
- 千代田區「風車」
  - 內神田線　岩本町一丁目、神田錦町、千代田區役所方向
  - 秋葉原線　和泉公園入口前、秋葉原站中央口、Arts千代田3331（日语：3331_Arts_Chiyoda）、御茶之水站、千代田區役所方向

## 相鄰車站
東日本旅客鐵道
 中央線
■通勤特快、■中央特快、■青梅特快、■通勤快速、■快速
東京（JC 01）－神田（JC 02）－御茶之水（JC 03）
 京濱東北線
■快速、■各站停車
東京（JK 26）－神田（JK 27）－秋葉原（JK 28）
 山手線
東京（JY 01）－神田（JY 02）－秋葉原（JY 03）
此站啟用至1943年以前曾於此站至御茶之水站之間設置萬世橋站。
東京地下鐵
 銀座線
三越前（G 12）－神田（G 13）－末廣町（G 14）

### 利用狀況資源來源
JR、地下鐵1日平均使用人數
1. ↑  .   [2011-07-04]. （原始内容存档于2001-05-06）.
2. ↑  .   [2016-06-10]. （原始内容存档于2018-02-13）.

JR東日本1999年度以後的上車人次
1. ↑  .   [2013-07-06]. （原始内容存档于2017-06-27）.
2. ↑  .   [2013-07-06]. （原始内容存档于2014-10-09）.
3. ↑  .   [2013-07-06]. （原始内容存档于2016-08-16）.
4. ↑  .   [2013-07-06]. （原始内容存档于2016-10-16）.
5. ↑  .   [2013-07-06]. （原始内容存档于2017-09-10）.
6. ↑  .   [2013-07-06]. （原始内容存档于2017-06-27）.
7. ↑  .   [2013-07-06]. （原始内容存档于2014-10-09）.
8. ↑  .   [2013-07-06]. （原始内容存档于2017-06-27）.
9. ↑  .   [2013-07-06]. （原始内容存档于2016-10-16）.
10. ↑  .   [2013-07-06]. （原始内容存档于2017-06-27）.
11. ↑  .   [2013-07-06]. （原始内容存档于2017-06-08）.
12. ↑  .   [2013-07-06]. （原始内容存档于2014-10-06）.
13. ↑  .   [2016-06-10]. （原始内容存档于2014-10-08）.
14. ↑  .   [2016-06-10]. （原始内容存档于2014-10-07）.
15. ↑  .   [2016-06-10]. （原始内容存档于2017-06-08）.
16. ↑  .   [2011-07-04]. （原始内容存档于2001-05-06）.
17. ↑  各駅の乗車人員（2015年度） （页面存档备份，存于） - JR東日本
18. ↑  各駅の乗車人員（2016年度） （页面存档备份，存于） - JR東日本
19. ↑  各駅の乗車人員（2017年度） （页面存档备份，存于） - JR東日本
20. ↑  各駅の乗車人員（2018年度） （页面存档备份，存于） - JR東日本
21. ↑  各駅の乗車人員（2019年度） （页面存档备份，存于） - JR東日本

JR、地下鐵統計資料
1. ↑  各種報告書 （页面存档备份，存于） - 関東交通広告協議会
2. ↑  行政基礎資料集 （页面存档备份，存于） - 千代田区

東京府統計書
1. ↑  .   [2019-01-05]. （原始内容存档于2021-12-16）.
2. ↑  .   [2019-01-05]. （原始内容存档于2021-12-16）.
3. ↑  .   [2019-01-05]. （原始内容存档于2019-02-21）.
4. ↑  .   [2019-01-05]. （原始内容存档于2019-02-21）.
5. ↑  .   [2019-01-05]. （原始内容存档于2019-02-21）.
6. ↑  .   [2019-01-05]. （原始内容存档于2019-02-21）.
7. ↑  .   [2019-01-05]. （原始内容存档于2019-02-21）.
8. ↑  .   [2019-01-05]. （原始内容存档于2019-02-20）.
9. ↑  .   [2019-01-05]. （原始内容存档于2019-02-20）.
10. ↑  .   [2019-01-05]. （原始内容存档于2019-02-20）.
11. ↑  .   [2019-01-05]. （原始内容存档于2019-02-20）.
12. ↑  .   [2019-01-05]. （原始内容存档于2019-02-20）.
13. ↑  .   [2019-01-05]. （原始内容存档于2019-02-20）.
14. ↑  .   [2019-01-05]. （原始内容存档于2019-02-19）.
15. ↑  .   [2019-01-05]. （原始内容存档于2019-02-19）.
16. ↑  .   [2019-01-05]. （原始内容存档于2019-02-19）.

東京都統計年鑑
1. ↑  昭和28年PDF - 11ページ
2. ↑  昭和29年PDF - 9ページ
3. ↑  昭和30年PDF - 9ページ
4. ↑  昭和31年PDF
5. ↑  昭和32年PDF
6. ↑  昭和33年PDF
7. ↑  .   [2016-06-10]. （原始内容存档于2016-03-05）.
8. ↑  .   [2016-06-10]. （原始内容存档于2016-03-05）.
9. ↑  .   [2016-06-10]. （原始内容存档于2015-06-29）.
10. ↑  .   [2016-06-10]. （原始内容存档于2015-06-29）.
11. ↑  .   [2016-06-10]. （原始内容存档于2015-06-29）.
12. ↑  .   [2016-06-10]. （原始内容存档于2015-06-29）.
13. ↑  .   [2016-06-10]. （原始内容存档于2016-03-05）.
14. ↑  .   [2016-06-10]. （原始内容存档于2016-03-05）.
15. ↑  .   [2016-06-10]. （原始内容存档于2016-03-05）.
16. ↑  .   [2016-06-10]. （原始内容存档于2016-03-05）.
17. ↑  .   [2016-06-10]. （原始内容存档于2016-03-05）.
18. ↑  .   [2016-06-10]. （原始内容存档于2016-03-05）.
19. ↑  .   [2016-06-10]. （原始内容存档于2015-06-29）.
20. ↑  .   [2016-06-10]. （原始内容存档于2015-06-29）.
21. ↑  .   [2016-06-10]. （原始内容存档于2015-06-29）.
22. ↑  .   [2016-06-10]. （原始内容存档于2016-03-05）.
23. ↑  .   [2016-06-10]. （原始内容存档于2016-06-02）.
24. ↑  .   [2016-06-10]. （原始内容存档于2015-06-29）.
25. ↑  .   [2016-06-10]. （原始内容存档于2016-03-05）.
26. ↑  .   [2016-06-10]. （原始内容存档于2015-06-29）.
27. ↑  .   [2016-06-10]. （原始内容存档于2016-03-05）.
28. ↑  .   [2016-06-10]. （原始内容存档于2016-03-05）.
29. ↑  .   [2016-06-10]. （原始内容存档于2016-03-05）.
30. ↑  .   [2016-06-10]. （原始内容存档于2015-06-29）.
31. ↑  .   [2016-06-10]. （原始内容存档于2015-06-29）.
32. ↑  .   [2016-06-10]. （原始内容存档于2015-06-29）.
33. ↑  .   [2016-06-10]. （原始内容存档于2016-03-05）.
34. ↑  .   [2016-06-10]. （原始内容存档于2016-03-05）.
35. ↑  .   [2016-06-10]. （原始内容存档于2015-06-29）.
36. ↑  .   [2016-06-10]. （原始内容存档于2016-03-05）.
37. ↑  .   [2016-06-10]. （原始内容存档于2016-03-05）.
38. ↑  .   [2016-06-10]. （原始内容存档于2016-03-05）.
39. ↑  .   [2016-06-10]. （原始内容存档于2016-03-05）.
40. ↑  平成4年
41. ↑  平成5年
42. ↑  平成6年
43. ↑  平成7年
44. ↑  平成8年
45. ↑  .   [2013-07-06]. （原始内容存档于2016-03-04）.
46. ↑  平成10年PDF
47. ↑  平成11年PDF
48. ↑  .   [2013-07-06]. （原始内容存档于2016-03-04）.
49. ↑  .   [2013-07-06]. （原始内容存档于2016-03-04）.
50. ↑  .   [2013-07-06]. （原始内容存档于2017-07-29）.
51. ↑  .   [2013-07-06]. （原始内容存档于2017-07-29）.
52. ↑  .   [2013-07-06]. （原始内容存档于2017-07-29）.
53. ↑  .   [2013-07-06]. （原始内容存档于2017-07-29）.
54. ↑  .   [2013-07-06]. （原始内容存档于2017-07-29）.
55. ↑  .   [2013-07-06]. （原始内容存档于2017-07-29）.
56. ↑  .   [2013-07-06]. （原始内容存档于2017-07-29）.
57. ↑  .   [2013-07-06]. （原始内容存档于2016-03-26）.
58. ↑  .   [2013-07-06]. （原始内容存档于2016-03-27）.
59. ↑  .   [2016-06-10]. （原始内容存档于2016-03-25）.
60. ↑  .   [2016-06-10]. （原始内容存档于2016-03-27）.
61. ↑  .   [2016-06-10]. （原始内容存档于2016-03-22）.
62. ↑  .   [2016-06-10]. （原始内容存档于2017-07-30）.
63. ↑  .   [2017-11-09]. （原始内容存档于2018-11-09）.
64. ↑  .   [2018-10-20]. （原始内容存档于2019-05-02）.
65. ↑  .   [2020-07-27]. （原始内容存档于2019-12-03）.
66. ↑  .   [2020-07-27]. （原始内容存档于2020-08-04）.

## 外部連結
- 車站資訊（神田）：東日本旅客鐵道
- 神田/G13 | 路線・車站資訊 | 東京地下鐵

35°41′30.2″N 139°46′15″E / 35.691722°N 139.77083°E